# Laurence Olivier Award all'attore dell'anno in una nuova opera teatrale
Il Premio Laurence Olivier all'attore dell'anno in una nuova opera teatrale (Laurence Olivier Award for Actor of the Year in a New Play) è stato un riconoscimento teatrale, presentato dalla Society of London Theatre, assegnato al miglio attore protagonista in nuova opera teatrale.
I premi furono istituiti come Society of West End Theatre Awards nel 1976 e rinominati nel 1984 in onore dell'attore e regista inglese Laurence Olivier.
Questo premio è stato assegnato dal 1976 al 1984, poi nel 1985 il premio è stato combinato con il premio Attore dell'anno in un revival per creare il premio Migliore attore. Il premio originale come Attrice dell'anno in una nuova opera teatrale è tornato un'ultima volta, per la cerimonia del 1988.

## Vincitrici e candidate

### Anni 1970
- 1976
  - Paul Copley – King and Country nel ruolo di Hamp
  - Richard Beckinsale – Funny Peculiar nel ruolo di Trevor Tinsley
  - Frank Finlay – Watch It Come Down e Weapons of Happiness nei ruoli di Ben Prosser e Josef Frank
  - Alec McCowen – The Family Dance nel ruolo di Ben Musgrave
- 1977
  - Michael Bryant – State of Revolution nel ruolo di Vladimir Lenin
  - Colin Blakely – Just Between Ourselves nel ruolo di Dennis
  - Alec Guinness – The Old Country nel ruolo di Hilary
  - Ralph Richardson – The Kingfisher nel ruolo dell’autore
- 1978
  - Tom Conti – Whose Life is it Anyway? nel ruolo di Ken Harrison
  - Gordon Chater – The Elocution of Benjamin Franklin  nel ruolo di Robert O'Brien
  - John Gielgud - Half-Life nel ruolo di Sir Noel Cunliffe
  - Peter McEnery - The Jail Diary of Albie Sachs nel ruolo di Albie Sachs
- 1979
  -  Ian McKellen – Bent nel ruolo di Max
  - Michael Gambon – Tradimenti nel ruolo di Jerry
  - Dinsdale Landen – Bodies nel ruolo di Mervyn
  - John Standing - Close of Play nel ruolo di Benedict

### Anni 1980
- 1980
  - Roger Rees – The Life and Adventures of Nicholas Nickleby’’ nel ruolo di Nicholas Nickleby
  - Tom Courtenay - Il servo di scena nel ruolo di Norman
  - David Schofield - The Elephant Man nel ruolo di Joseph Merrick
  - Paul Scofield – Amades nel ruolo di Antonio Salieri
- 1981 
  -  Trevor Eve – Figli di un dio minore nel ruolo di James
  - Edward Fox - Quartermaine's Terms nel ruolo di St. John Quartermaine
  - James Grout - Quartermaine's Terms nel ruolo di Henry Windscape
  - Karl Johnson - Television Times'
- 1982
  - Ian McDiarmid – Insignificance nel ruolo di Albert Einstein
  - Rupert Everett – Another Country nel ruolo di Guy Bennett
  - Alec McCowen - The Portage to San Cristobal of A.H. nel ruolo di Adolf Hitler
  - David Swift - 84, Charing Cross Road nel ruolo di Frank Doel
- 1983
  - Jack Shepherd - Glengarry Glen Ross nel ruolo di Richard Roma
  - Michael Gambon - Tales from Hollywood nel ruolo di Ödön von Horváth
  - Ben Kingsley – Kean nel ruolo di Edmund Kean
  - Michael Williams - Pack of Lies nel ruolo di Bob Jackson
- 1984
  - Brian Cox - Rat in the Skull nel ruolo di Nelson
  - Ian Charleson - Fool for Love nel ruolo di Eddie
  - John Kani - "Master Harold"... and the Boys nel ruolo di Willie
  - Michael Pennington – ‘’Strider: The Story of a Horse’’ nel ruolo di Strider
- 1988
  - David Haig – Our Country's Good nel ruolo di Ralph Clark
  - Brian Cox – Fashion nel ruolo di Paul Cash
  - Alec Guinness – A Walk in the Woods nel ruolo di Andrey Botvinnik
  - David Suchet – Separation nel ruolo di Joe Green